# Reginald Kell
Reginald Clifford Kell (York, 8 juin 1906 – Frankfort (Kentucky), 5 août 1981) est un clarinettiste anglais, réputé pour sa carrière de soliste et de musicien de chambre : il a été clarinette solo dans de grands orchestres britanniques, notamment l'Orchestre philharmonique de Londres, l'orchestre Philharmonia et le Royal Philharmonic et a enregistré également en tant que soliste.
Reginald Kell est l'un des premiers clarinettistes influents à employer le vibrato continu pour améliorer la qualité expressive de l'instrument. Il est également un enseignant connu de la Royal Academy of Music à Londres. En 1948, Kell s'installe aux États-Unis, où il poursuit une carrière de soliste et dans l'enseignement. Parmi ses élèves on trouve le clarinettiste de jazz Benny Goodman.

## Carrière

### Formation
Reginald Kell  reçoit une bourse d'études à la Royal Academy of Music à Londres en 1929, où il a étudié avec Haydn Draper jusqu'en 1932. Alors qu'il est encore étudiant, il est engagé comme principal clarinettiste de la Royal Philharmonic Society. Après avoir obtenu son diplôme, il est choisi par Thomas Beecham comme première clarinette de l'Orchestre philharmonique de Londres, lors de la création de l'orchestre, en 1932. Il quitte le LPO en 1936 et est remplacé par Bernard Walton Kell est le principal clarinettiste de l'orchestre du festival de Lucerne avec Arturo Toscanini en 1939. Bien qu'invité, il refuse la même place dans l'orchestre de Toscanini, au NBC Symphony Orchestra.
En plus de ses activités au sein des orchestres, Kell joue en formation de musique de chambre et enseigne à la Royal Academy entre 1935 et 1939. Son répertoire de soliste s'étend de Corelli aux œuvres du XXe siècle. Il est le premier grand clarinettiste à appliquer un vibrato consciemment et constamment à son timbre sonore, s'inspirant lui-même sur la technique du hautboïste Léon Goossens — son contemporain Jack Brymer a été un pionnier du vibrato à la clarinette, mais il est important plus tard que chez Kell — et des plus grands chanteurs avec qui il est entré en contact, notamment Kirsten Flagstad, Kell cherche à imiter sur la clarinette leur sonorité expressive et chaleureuse.
Au cours de la seconde Guerre Mondiale, Kell est le principal clarinettiste de l'Orchestre philharmonique de Liverpool, à un moment où parmi ses membres figurent nombre des plus grands interprètes. Lorsque Walter Legge fonde le Philharmonia Orchestra en 1945, Kell en devient le premier clarinette solo. Lors du premier concert, dirigé par Beecham, Kell est le soliste du Concerto pour clarinette de  Mozart. L'année suivante Beecham fonde le Royal Philharmonic Orchestra et l'orchestre Philharmonia, à ses débuts, a joue quelques concerts, travaillant généralement en studio d'enregistrement, Kell est en mesure de servir de clarinette solo, dans les deux orchestres, comme le fait le corniste Dennis Brain. En 1948, Kell abandonne les deux poste ; il est remplacé au Philharmonia par Walton et à la Royal Philharmonic par Brymer.

### Dernières années
Kell s'installe aux États-Unis en 1948, en pleine carrière au concert et à l'enregistrement. Il est parmi les meilleurs professeurs : parmi ses élèves figure Benny Goodman, qui s'est rapproché de lui pour des cours en 1948-1949. Kell, considérant que les modifications nécessaires affecteraient défavorablement le jeu de Goodman au lieu de l'améliorer, a d'abord refusé ; il ne voulait pas que le public américain voie en lui « l'homme qui a ruiné notre Benny Goodman ». Goodman a persisté et Kell l'accepte finalement comme étudiant en 1952 et lui enseigne jusqu'à son retour en Angleterre. Parmi les autres élèves de Kell, citons le soliste et chef d'orchestre Alan Hacker et Peanuts Hucko. De 1951 à 1957, Kell est professeur à l'École de musique d'Aspen dans le Colorado.
Kell retourne en Angleterre en 1958, en prenant un poste à la Royal Academy of Music. Parmi ses élèves figure le compositeur Harrison Birtwistle. Kell prend sa retraite au début des années cinquante et retourne aux États-Unis en 1959, où il est directeur de la division des petits ensembles chez Boosey & Hawkes de 1959 à 1966. Il prend sa retraite en 1966 et meurt à Frankfort, dans le Kentucky, en 1981.
En 2007, le label Deutsche Grammophon a publié un coffret de tous les enregistrements effectués par Reginald Kell pour la branche américaine de Decca (coffret 477 5280) entre 1950 et 1957,.

## Discographie
En tant que chef d'orchestre Kell a effectué des enregistrements des deux des sérénades pour vents de Mozart, en ut mineur, K. 388 et mi-bémol majeur (1951, Decca DL 9540), avec le Kell Chamber Players. Le tableau suivant présente quelques-uns de ses enregistrements en tant que soliste.
| Compositeur      | Titre                                                                                       | autres musiciens                                        | Date et référence        |
| ---------------- | ------------------------------------------------------------------------------------------- | ------------------------------------------------------- | ------------------------ |
| Bartók           | Contrastes                                                                                  | Melvin Ritter, violin, Joel Rosen, piano                | 1953, DL 9740            |
| Beethoven        | Trio avec piano, clarinette et violoncelle en si-bémol majeur, op. 11 (« Gassenhauer »)     | Frank Miller, violoncelle, Mieczyslaw Horszowski, piano | 1950, DL 9543            |
| Benjamin         | Jamaican Rumba                                                                              | Brooks Smith, piano                                     | 1957, DL 9926            |
| Brahms           | Quintette avec clarinette en si mineur, op. 115                                             | Quatuor Busch                                           | 1938, DB 8471-4          |
| Brahms           | Quintette avec clarinette en si mineur, op. 115                                             | Fine Arts Quartet                                       | 1951, DL 9532            |
| Brahms           | Sonate pour clarinette et piano en fa mineur, op. 120 no 1                                  | Joel Rosen, piano                                       | 1953, DL 9639            |
| Brahms           | Sonate pour clarinette et piano en mi-bémol majeur, op. 120 no 2                            | Joel Rosen, piano                                       | 1953, DL 9639            |
| Brahms           | Trio pour clarinette, violoncelle et piano en la mineur, op. 114                            | Frank Miller, cello, Mieczyslaw Horszowski, piano       | 1950, DL 9732 / 7524     |
| Corelli          | Giga (d'après la sonate pour flûte à bec en ut majeur, op. 5 no 9) (trans. Kell)            | Brooks Smith, piano                                     | 1957, DL 9926            |
| Debussy          | Première rhapsodie pour clarinette et piano                                                 | Joel Rosen, piano                                       | 1951, DL 9570            |
| Debussy          | Petite pièce                                                                                | Brooks Smith, piano                                     | 1957, DL 9926            |
| Debussy          | La plus que lente (arr. Kell)                                                               | Salvatore Camarata et son orchestre                     | 1953, DL 7550            |
| Debussy          | La fille aux cheveux de lin (arr. Kell)                                                     | Salvatore Camarata et son orchestre                     | 1953, DL 7550            |
| Debussy          | Rêverie (arr. Kell)                                                                         | Salvatore Camarata et son orchestre                     | 1953, DL 7550            |
| Debussy          | Le petit berger (arr. Kell)                                                                 | Salvatore Camarata et son orchestre                     | 1953, DL 7550            |
| Godard           | Berceuse (extrait de Jocelyn)                                                               | Brooks Smith, piano                                     | 1957, DL 9926            |
| Handel           | Siciliana et Gigue (d'après la sonate pour flûte à bec en fa majeur, HWV 369) (trans. Kell) | Brooks Smith, piano                                     | 1957, DL 9926            |
| Handel           | Adagio (d'après la sonate pour violon en fa majeur, HWV 370) (trans. Kell)                  | Brooks Smith, piano                                     | 1957, DL 9926            |
| Handel           | Allegro (d'après la sonate pour hautbois en fa majeur, HWV 363a) (trans. Kell)              | Brooks Smith, piano                                     | 1957, DL 9926            |
| Hindemith        | Sonate pour clarinette et piano en si bémol                                                 | Joel Rosen, piano                                       | 1951, DL 9570            |
| Holbrooke        | Quintette avec clarinette, op. 27                                                           | Willoughby Quartet                                      | 1939, Testament SBT 1002 |
| Kreisler         | Rondino sur un thème de Beethoven                                                           | Brooks Smith, piano                                     | 1957, DL 9926            |
| Kreisler         | Caprice Viennois op. 2                                                                      | Salvatore Camarata et son orchestre                     | 1953, DL 4077            |
| Kreisler         | Liebesleid                                                                                  | Salvatore Camarata et son orchestre                     | 1953, DL 4077            |
| Kreisler         | Liebesfreud                                                                                 | Salvatore Camarata et son orchestre                     | 1953, DL 4077            |
| Kreisler         | Stars in My Eyes                                                                            | Salvatore Camarata et son orchestre                     | 1953, DL 4077            |
| Kreisler         | Schön Rosmarin                                                                              | Salvatore Camarata et son orchestre                     | 1953, DL 4077            |
| Milhaud          | Suite op. 157b                                                                              | Melvin Ritter, violon, Joel Rosen, piano                | 1953, DL 9740            |
| Mourant          | Ecstasy                                                                                     | Salvatore Camarata et son orchestre                     | 1953, DL 7550            |
| Mourant          | The Pied Piper                                                                              | Salvatore Camarata et son orchestre                     | 1953, DL 7550            |
| Mourant          | Blue Haze                                                                                   | Salvatore Camarata et son orchestre                     | 1953, DL 7550            |
| Mozart           | Concerto pour clarinette en la majeur, K.622                                                | Zimbler Sinfonietta                                     | 1950, DL 7500            |
| Mozart           | Quintet avec clarinette et quatuor à cordes en la majeur, K.581                             | Fine Arts Quartet                                       | 1951, DL 9600            |
| Mozart           | Trio pour piano, clarinette et alto en mi-bémol majeur, K.498 « Kegelstatt » Trio           | Lillian Fuchs, alto, Mieczysław Horszowski, piano       | 1950, DL 9543            |
| Porter-Brown     | Dance of the Three Old Maids                                                                | Salvatore Camarata et son orchestre                     |                          |
| Ravel            | Pièce en forme de habanera                                                                  | Brooks Smith, piano                                     | 1957, DL 9926            |
| Richardson       | Roundelay                                                                                   | Brooks Smith, piano                                     | 1957, DL 9926            |
| Saint-Saëns      | Sonate pour clarinette et piano en mi bémol majeur, op. 167                                 | Brooks Smith, piano                                     | 1957, DL 9941            |
| Schumann         | Fantasiestücke opus 73                                                                      | Joel Rosen, piano                                       | 1953, DL 9744            |
| Stravinsky       | Trois pièces pour clarinette seule                                                          | 1951, DL 9570                                           |                          |
| Szalowski        | Sonatine pour clarinette et piano                                                           | Brooks Smith, piano                                     | 1957, DL 9941            |
| Templeton        | Pocket-size Sonata No.1 pour clarinette et piano                                            | Brooks Smith, piano                                     | 1957, DL 9941            |
| Vaughan Williams | Six Studies in English Folksong                                                             | Brooks Smith, piano                                     | 1957, DL 9941            |
| Weber            | Grand Duo concertant en mi-bémol majeur, op. 48                                             | Joel Rosen, piano                                       | 1953, DL 9744            |